# Phaonia freyana
Phaonia freyana este o specie de muște din genul Phaonia, familia Muscidae, descrisă de Fritz Isidore van Emden în anul 1965. Conform Catalogue of Life specia Phaonia freyana nu are subspecii cunoscute.